# Cavalhadas de Pirenópolis

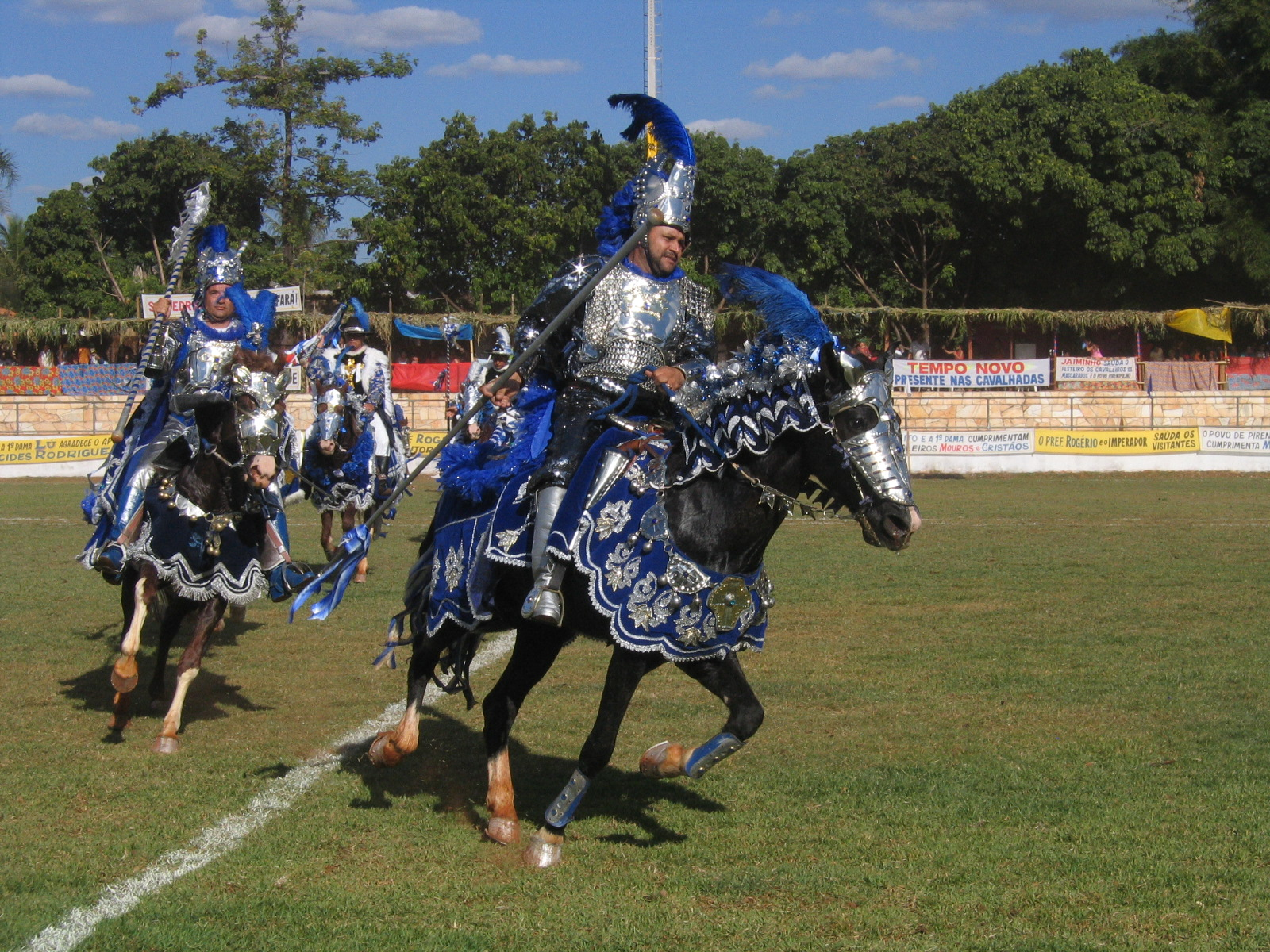
Rei cristão e cavaleiros, nas Cavalhadas de Pirenópolis.

As Cavalhadas de Pirenópolis são uma atração turístico-cultural de Pirenópolis, município do estado de Goiás. A encenação é apresentada após a Festa do Divino Espírito Santo, quando dois exércitos contendo doze cavaleiros cada, durante três dias, se apresentam para um público de milhares de pessoas.
Reconhecida como uma das mais significativas cavalhadas do Brasil, esta festa virou símbolo e modelo para outras cidades. A pompa, a garbosidade e a seriedade desta manifestação envolve toda a população que espera ansiosamente por este momento.
A tradição foi introduzida em Pirenópolis em 1826 pelo padre Manuel Amâncio da Luz, como um espetáculo chamado de "O Batalhão de Carlos Magno". Pirenópolis manteve forte esta tradição, uma vez que os primeiros colonizadores desta antiga cidade mineradora eram, em sua maioria, portugueses oriundos do norte de Portugal, local onde mais se resistiu à invasão moura. Porém, o que mais motiva a população de Pirenópolis a manter viva a "rixa" entre muçulmanos e cristão é a beleza do espetáculo e o prazer pela montaria.
No Brasil esta representação dramática foi introduzida, sob autorização da Coroa, pelos jesuítas, com o objetivo de catequizar os gentios e escravos africanos, mostrando nisto o poder da fé cristã.